# Vanessa Collier

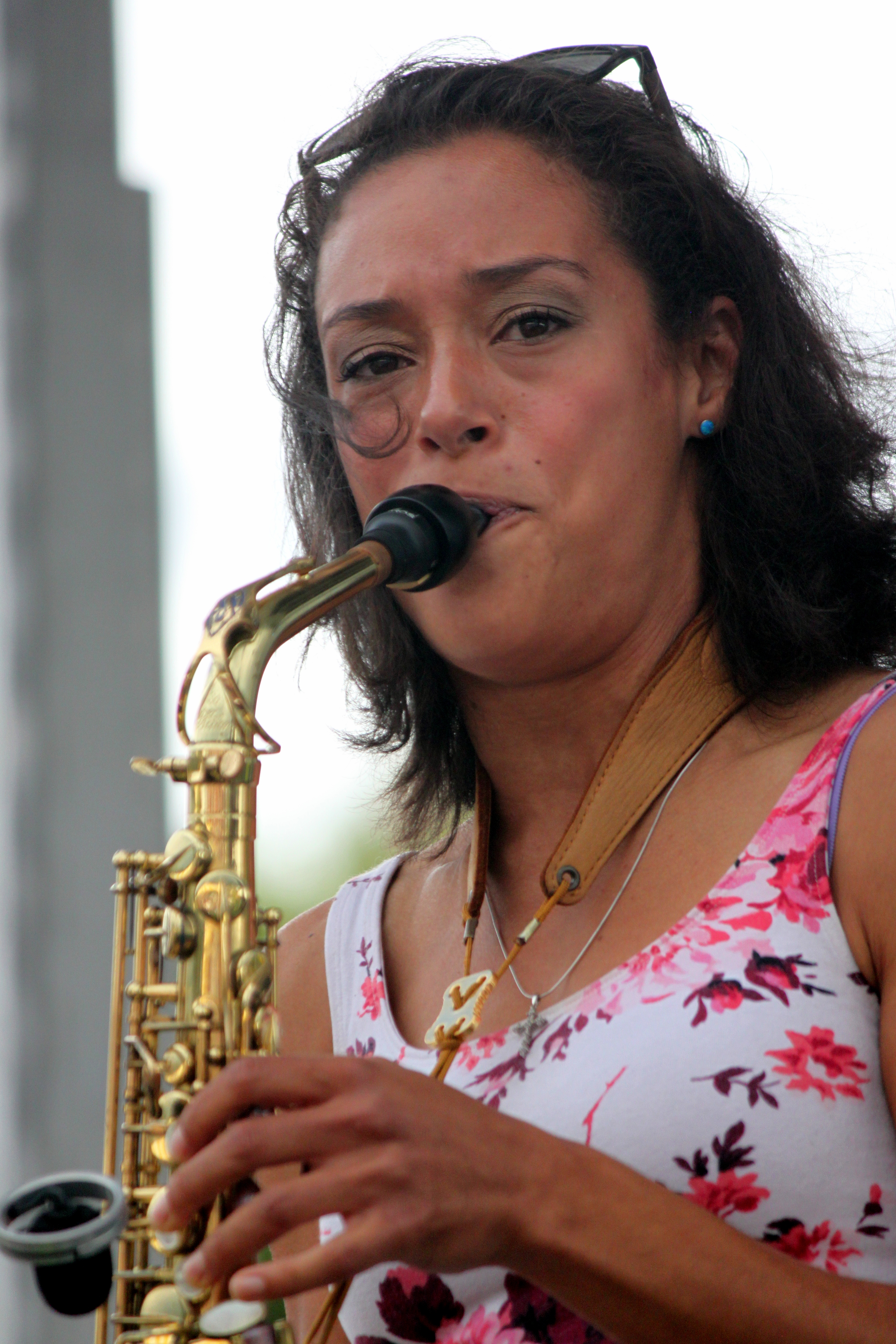
Vanessa Collier (2018)

Vanessa Collier (* 1991 in Dallas, Texas, USA) ist eine US-amerikanische Blues-, Soul-, Funk- und R&B-Saxofonistin, Sängerin und Songwriterin.

## Biografie
Geboren in Texas und aufgewachsen in Columbia (Maryland), begann Vanessa Collier mit neun Jahren Saxofon zu spielen. Sie besuchte das Berklee College of Music in Boston (Massachusetts), wo sie 2013 einen Abschluss in Performance- und Produktionstechnik erwarb. Bereits 2012 und auch 2013 ging sie mit Joe Louis Walker auf Tour in den Staaten und in der Türkei.
2014 veröffentlichte sie ihr erstes Soloalbum Heart Soul & Saxophone bei Phenix Fire Records, gefolgt von einer US-Tour. Sie erreichte die Top-3 bei der John Lennon Songwriting Competition und 2016 das Halbfinale der International Blues Challenge in Memphis (Tennessee).
Die beiden nächsten Alben, Meeting My Shadow (2017) und Blues Caravan 2017 (mit Big Daddy Wilson und Si Cranstoun), erschienen bei Ruf Records. 2018 veröffentlichte sie das Album Honey Up bei American Showplace Music, danach kamen ihre Alben wieder bei Phenix Fire heraus: 2020 Heart on the Line, 2022 Live at the Power Station und 2024 Do It My Own Way.
2017 wurde Collier zum ersten Mal für einen Blues Music Award nominiert. Auch in den nächsten Jahren wurde sie regelmäßig nominiert und gewann 2019, 2020, 2024 und 2025 in der Kategorie „Instrumental – Horn“, dazu 2022 in der Kategorie „Contemporary Blues Female Artist“.